# Pierce Gagnon
Pierce Gagnon (Atlanta, 25 luglio 2005) è un attore statunitense conosciuto soprattutto per aver interpretato Logan Evans in One Tree Hill e Cid Harrington in Looper.
Nel 2014, ha recitato nella commedia Wish I Was Here di Zach Braff ed è il protagonista della serie tv di fantascienza Extant assieme ad Halle Berry.

## Biografia
Gagnon è nato ad Atlanta, in Georgia. Ha due fratelli più giovani, fra cui l'attore Steele Gagnon, ed una sorella più giovane. Gagnon e la sua famiglia sono membri della Chiesa Mormone, chiamata formalmente Chiesa di Gesù Cristo dei santi degli ultimi giorni.

## Carriera
Dopo il suo debutto in La città verrà distrutta all'alba, Gagnon ha interpretato Logan Evans nella nona stagione della serie tv drammatica One Tree Hill della The CW. Nel Gennaio del 2011 è entrato a far parte del cast del film d'azione Looper come Cid Harrington.
Nel 2014 ha recitato come Tucker Bloom, il figlio dei personaggi interpretati da Zach Braff e Kate Hudson, nella commedia Wish I Was Here, ed è entrato a far parte del cast della serie tv di fantascienza Extant della CBS come protagonista, interpretando Ethan, il figlio del personaggio interpretato da Halle Berry.

## Filmografia parziale

### Attore

#### Cinema
- La città verrà distrutta all'alba (The Crazies), regia di Breck Eisner (2010)
- Looper, regia di Rian Johnson (2012)
- Wish I Was Here, regia di Zach Braff (2014)
- Natale con i tuoi (A Merry Friggin' Christmas), regia di Tristram Shapeero (2014)
- Tomorrowland - Il mondo di domani (Tomorrowland), regia di Brad Bird (2015)

#### Televisione
- One Tree Hill - serie tv (2012)
- Extant - serie tv (2014-2015)
- Twin Peaks – serie TV (2017)

### Doppiatore
- Rio 2 - Missione Amazzonia (Rio 2), regia di Carlos Saldanha (2014)
- Scooby! (Scoob!), regia di Tony Cervone (2020)

## Doppiatori italiani
Nelle versioni in italiano delle opere in cui ha recitato, Pierce Gagnon è stato doppiato da:
- Gabriele Caprio in Looper
- Paolo Dal Fabbro in Extant
- Alessandro Carloni in Tomorrowland - Il mondo di domani

Da doppiatore è sostituito da:
- Leonardo Della Bianca in Rio 2 - Missione Amazzonia
- Mattia Moresco in Scooby!

## Riconoscimenti
- 2015 – Young Artist Awards[4]
  - Candidatura per la Miglior performance in una serie televisiva – Giovane attore non protagonista per Extant